# Dovelles decorades de Cal Calques
Les Dovelles decorades de Cal Calques és una obra romànica de Maldà (Urgell) inclosa a l'Inventari del Patrimoni Arquitectònic de Catalunya.

## Descripció
Veiem decorada la portalada d'arc adovellat amb una testa de Sant i una sexifòlia simbòlica. La testa de Sant, d'una factura molt inhàbil porta un nimbe ciercular marcat mitjançant un bordó i una figura rectangular de difícil identificació.
La sexifòlia és el resultat de la juxtaposició a manera de creus en disposició de crisma de braços curvilines i bases còncaves dins el cercle.